# Code des juridictions financières
Pour les articles homonymes, voir CJF.
Lire en ligne

« Code des juridictions financières sur Légifrance », sur Légifrance

Le code des juridictions financières (CJF) est un code français regroupant des dispositions de droit français relatives au jugement des comptes publics, ainsi qu'à la responsabilité des ordonnateurs. Il s'agit d'une codification à droit constant, c'est-à-dire que ce code n'innove pas au moment de sa création.

## Adoption
Le code a été instauré, sous le second septennat de François Mitterrand, par la loi no 94-1040 du 2 décembre 1994 relative à la partie législative des livres Ier et II du code des juridictions financières. Les dispositions de nature organique ont fait l'objet de la loi organique no 94-1132 du 27 décembre 1994. Le livre III a été ajouté par la loi no 95-851 du 24 juillet 1995.
La partie réglementaire a fait l'objet, sous le gouvernement Jospin des décrets nos 2000-337 et 2000-338 du 14 avril 2000.

## Plan
Le code des juridictions financières est divisé en trois livres :
- Livre premier : La Cour des comptes
- Livre II : Les chambres régionales et territoriales des comptes
  - Première partie : Chambres régionales des comptes
  - Deuxième partie : Chambres territoriales des comptes
- Livre III : La Cour d'appel financière
- Livre IV : Conseil des prélèvements obligatoires

Chaque livre est divisé en titres et chapitres, et éventuellement de sections, sous-sections et paragraphes.

## Textes remplacés
Le code des juridictions financières s'est substitué à différents textes, notamment :
- le décret du 22 octobre 1849 relatif à l'institution de la Cour des comptes ;
- la loi du 16 mai 1941 relative à l'organisation de la Cour des comptes ;
- la loi no 48-1484 du 25 septembre 1948 tendant à sanctionner les fautes de gestion commises à l'égard de l'État et de diverses collectivités et portant création d'une Cour de discipline budgétaire ;
- certains articles de la loi no 54-1036 du 31 décembre 1954, dispositions portant sur l'apurement administratif des comptes ;
- la loi no 67-483 du 22 juin 1967 relative à la Cour des comptes ;
- le décret no 71-142 du 22 février 1971 portant création du conseil des impôts ;
- divers textes relatifs au droit des collectivités territoriales, notamment des lois de 1982 et 1983 sur la décentralisation.

## Parties prenantes
- Juridictions financières
- Comptables publics
- Collectivités territoriales
- Établissements publics

## Autres codes en relation
- Code de justice administrative
- Code de l'organisation judiciaire

## Modifications ultérieures
Le code des juridictions financières a été notamment modifié :
- par la loi no 2001-1248 du 21 décembre 2001 (organisation, statut des magistrats) ;
- par la loi no 2005-358 du 20 avril 2005 tendant à créer un Conseil des prélèvements obligatoires (transformation du Conseil des impôts en Conseil des prélèvements obligatoires) ;
- par la loi no 2006-769 du 1er juillet 2006 (statut des magistrats de la Cour des comptes) ;
- par la loi organique et la loi ordinaire du 21 février 2007 portant dispositions statutaires et institutionnelles relatives à l'outre-mer (réorganisation des chambres territoriales des comptes) ;
- par l'ordonnance n° 2016-1360 du 13 octobre 2016 modifiant la partie législative du code des juridictions financières (modernisation du code[6]).